# Henryk Sienkiewicz
Henryk Adam Aleksander Pius Sienkiewicz, ps. „Litwos”, „Musagetes”, „Juliusz Polkowski”, „K. Dobrzyński” (ur. 5 maja 1846 w Woli Okrzejskiej, zm. 15 listopada 1916 w Vevey) – polski nowelista, powieściopisarz epoki pozytywizmu i publicysta; laureat Nagrody Nobla w dziedzinie literatury (1905) za całokształt twórczości, jeden z najpopularniejszych polskich pisarzy przełomu XIX i XX w.

## Życiorys

### Rodzina
Henryk Sienkiewicz urodził się we wsi Wola Okrzejska, w zubożałej rodzinie szlacheckiej, pieczętującej się herbem Oszyk, znanej na Żmudzi od XVI wieku, wedle niektórych genealogów po mieczu wywodzącej się z Tatarów osiadłych na Litwie, czego nie potwierdzają jednak zachowane dokumenty. Jego rodzicami byli Józef Sienkiewicz (1813–1896) i Stefania Sienkiewicz z domu Cieciszowska (1820–1873). Matka Stefania pochodziła ze starej i majętnej rodziny podlaskiej Cieciszowskich, skoligaconej m.in. z Łuszczewskimi i Lelewelami, pisywała wiersze, ogłosiła dwa opowiadania w „Tygodniku Illustrowanym” z 1864 oraz powieść „Jedynaczka”, której druk rozpoczął się na łamach pisma „Bazar – tygodnik ilustrowany mód i robót ręcznych” 5 lipca 1865. Pisarz miał pięcioro rodzeństwa: starszego brata Kazimierza (uczestnika powstania styczniowego, potem emigranta, który zginął w 1871 w wojnie francusko-pruskiej) i siostry: Anielę (Janową Komierowską), Helenę (niezamężną), Zofię (Lucjanową Sieńkiewiczową) i wcześnie zmarłą Marię.
Wola Okrzejska należała do babki pisarza, Felicjany Cieciszowskiej. Został ochrzczony w sąsiedniej miejscowości Okrzeja w kościele pw. św. Piotra i Pawła, ufundowanym przez prababkę pisarza. Rodzina z czasem przeniosła się do Grotek, potem do Wygnanowa, Potkanny koło Przytyka, następnie do Grabowców i Wężyczyna, by ostatecznie od 1861 zamieszkać w Warszawie przy Nowym Świecie.

### Dzieciństwo i młodość

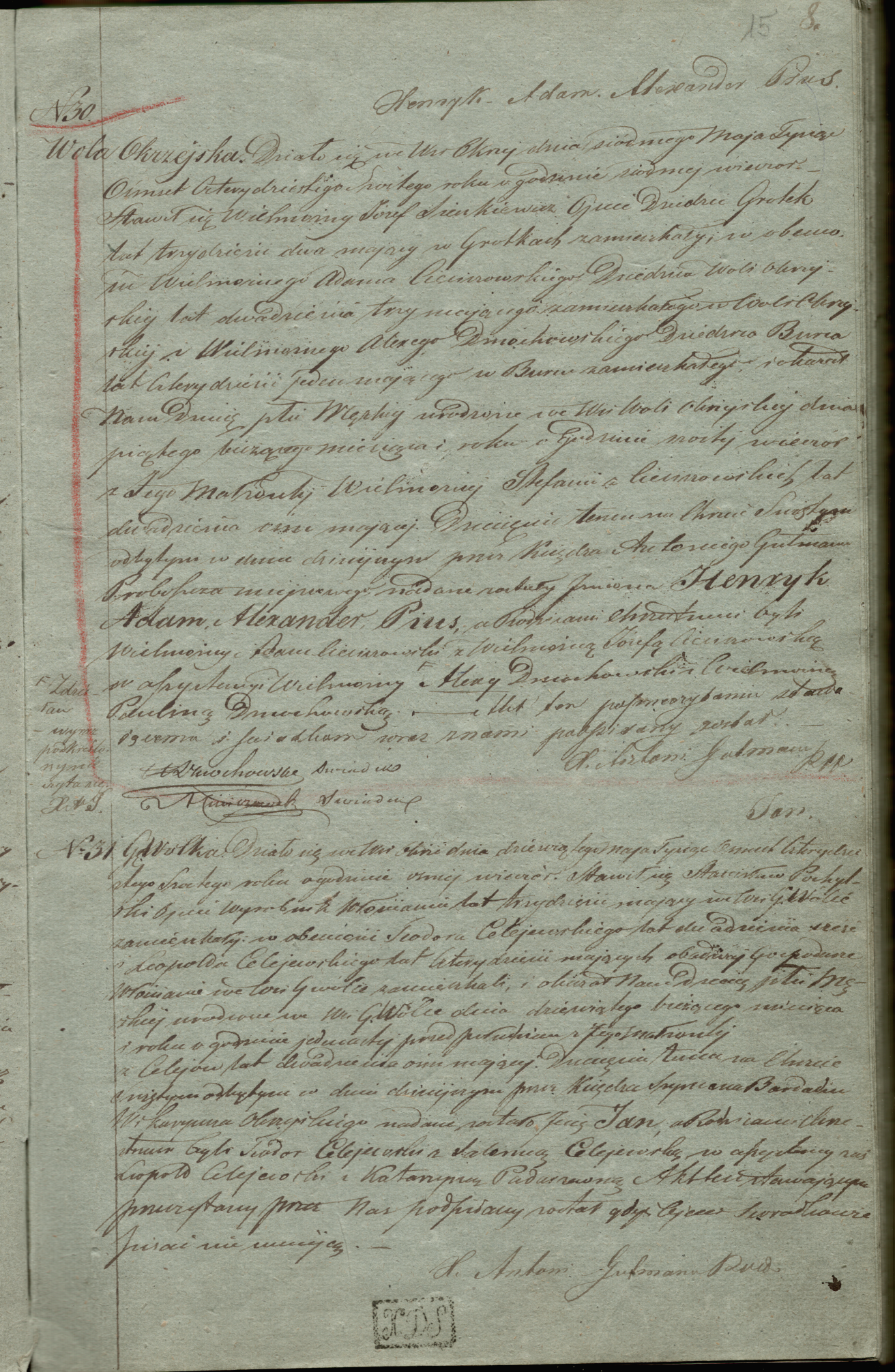
Akt urodzenia i chrztu Henryka Sienkiewicza

W wieku 12 lat, mieszkając początkowo na stancji tuż obok ulicy Świętojańskiej, Sienkiewicz rozpoczął naukę w warszawskim Gimnazjum Realnym. Następnie od grudnia 1862 do lipca 1864 kontynuował edukację w Gimnazjum nr II, mieszczącym się w Pałacu Staszica (klasy piąta i szósta). Jesienią 1864 przeniósł się do Gimnazjum nr IV (Aleksandra Wielopolskiego) przy ul. Królewskiej 13. Zdobył też pierwszą nagrodę za wypracowanie Mowa Żółkiewskiego do wojska pod Cecorą na egzaminie. Nie uzyskiwał jednak wysokich not, najlepiej szły mu przedmioty humanistyczne. W tym czasie zarabiał korepetycjami, mieszkając u rodziców. Wskutek trudnej sytuacji materialnej, nie mogąc liczyć na pomoc finansową rodziców, dziewiętnastoletni Sienkiewicz przerwał szkołę w końcu 1864, a następnie w sierpniu 1865 przyjął posadę guwernera Stasia Weyhera, syna Aleksandry i Ludwika Weyherów w Poświętnem koło Płońska. We wrześniu 1866 uzyskał świadectwo dojrzałości, które zdał na ocenę dostateczną. Został przyjęty na wydział prawa do Szkoły Głównej Warszawskiej 25 października 1866, jednak szybko zrezygnował z tego kierunku i podjął – zgodnie z wolą rodziców – studia medyczne, które zmienił z kolei na wydział filologiczno-historyczny. Ostatecznie, w czerwcu 1871, nie zdał egzaminu z języka greckiego, przez co porzucił uczelnię bez uzyskania dyplomu. Zdobył tam jednak gruntowną znajomość literatury i języka staropolskiego.
Prawdopodobnie w tym czasie napisał swoją pierwszą (niepublikowaną) powieść – Ofiara. Pracował także nad swoją pierwszą opublikowaną powieścią – Na marne. Pierwszą próbę literacką podjął jeszcze w 1867, gdy napisał wierszowany utwór Sielanka młodości, odrzucony przez „Tygodnik Illustrowany”.

### Kariera literacka i dziennikarska

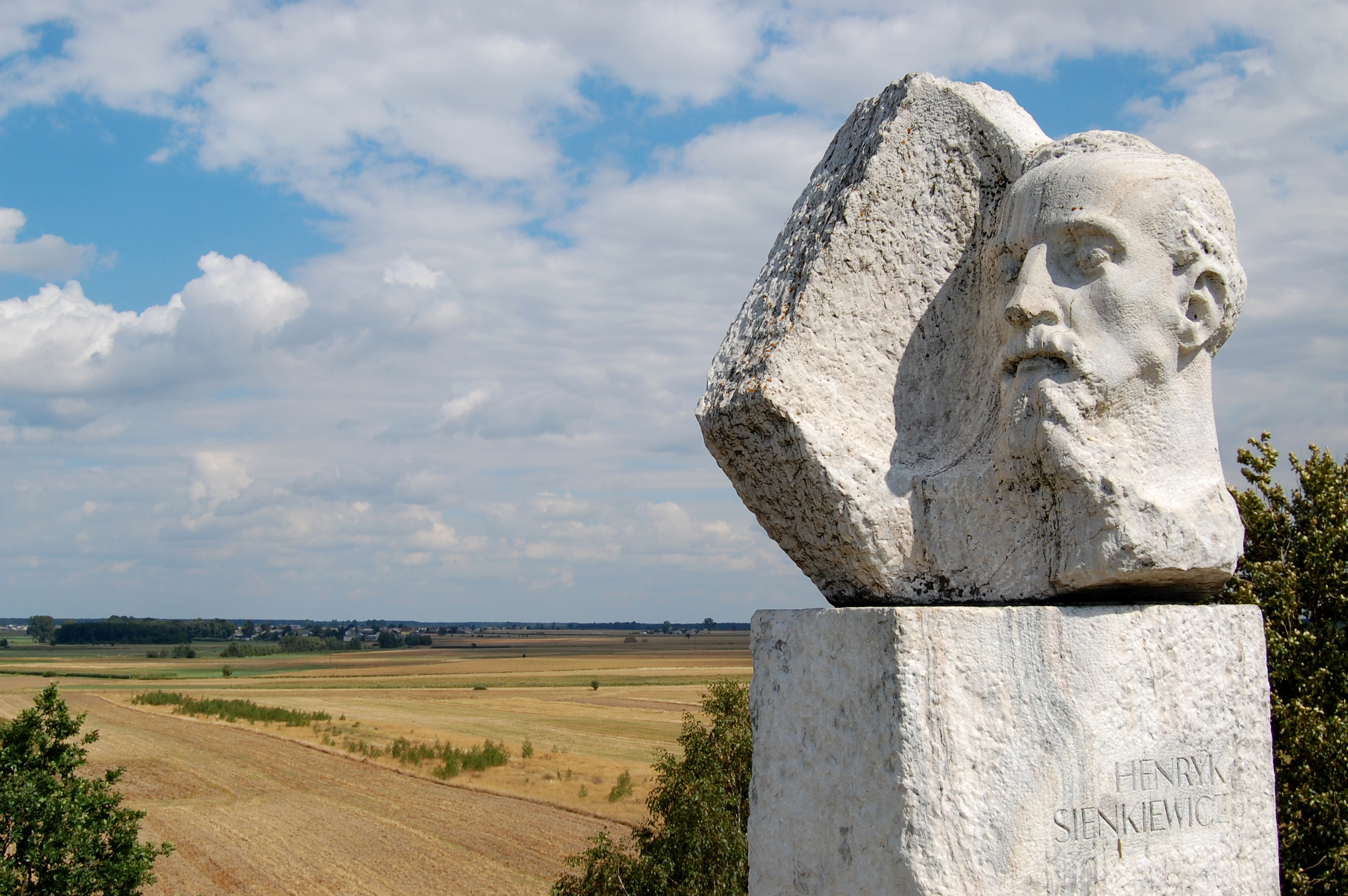
Pomnik Henryka Sienkiewicza na szczycie kopca jego imienia w Okrzei, w głębi widoczna Wola Okrzejska

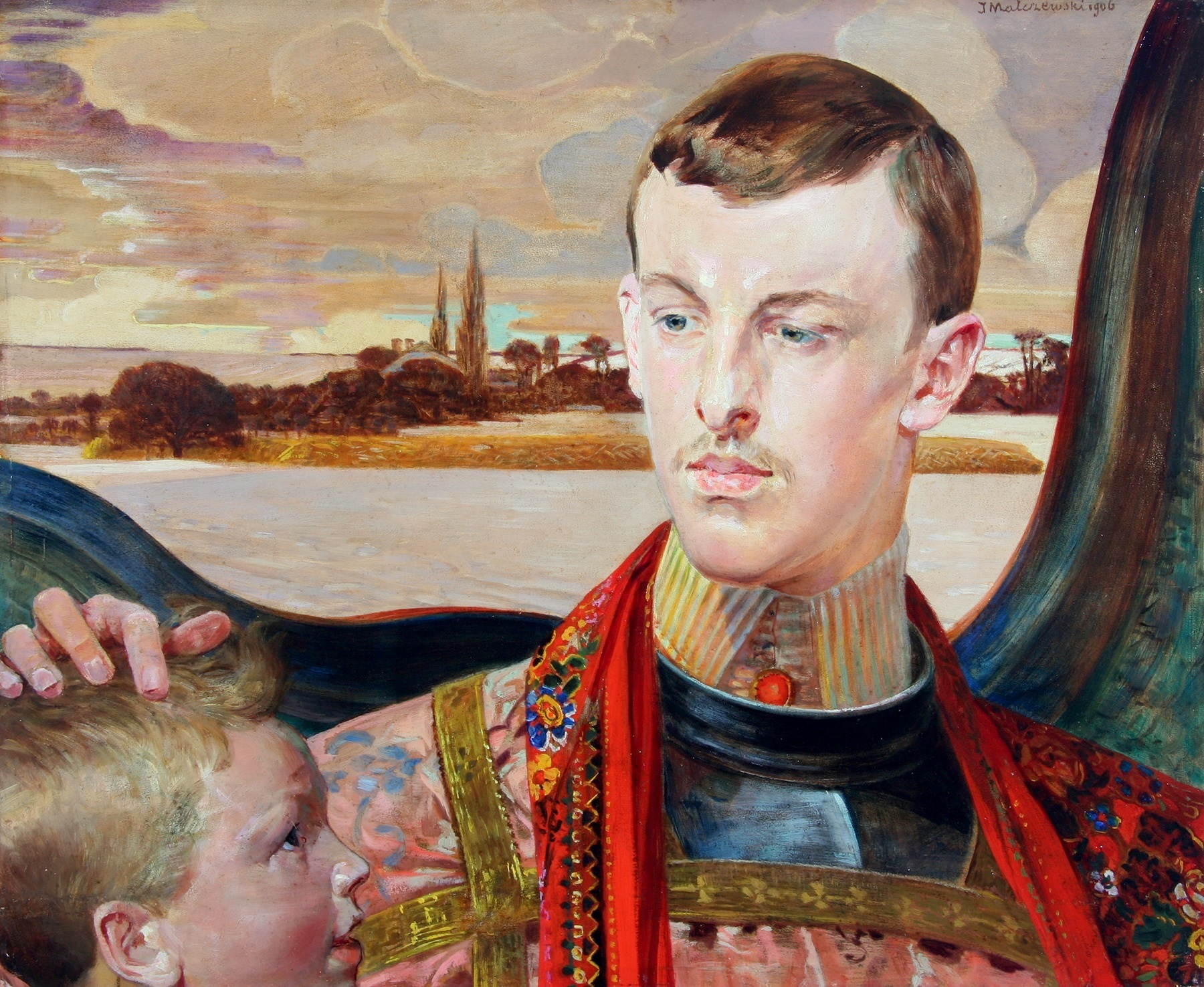
Jacek Malczewski Portret Henryka Józefa Sienkiewicza, syna pisarza.

W 1869 debiutował jako dziennikarz. „Przegląd Tygodniowy” wydrukował jego recenzję sztuki teatralnej, a „Tygodnik Ilustrowany” zamieścił rozprawkę historyczno-literacką o Mikołaju Sępie Szarzyńskim. Sienkiewicz pisał pod pseudonimem „Litwos” do „Gazety Polskiej” oraz „Niwy”. W 1873 objął w „Gazecie Polskiej” stały felieton Bez tytułu, a w 1875 cykl Chwila obecna. Od 1874 prowadził dział literacki w „Niwie”.
W 1872 wydał powieść Na marne oraz Humoreski z teki Worszyłły, a następnie Stary sługa (1875), Hania (1876), oraz Selim Mirza (1877). Trzy ostatnie utwory nazywane są małą trylogią. Bywał w popularnych w owym czasie salonach warszawskich: u swej krewnej Jadwigi Łuszczewskiej, znanej pod literackim pseudonimem Deotyma, oraz u aktorki Heleny Modrzejewskiej.

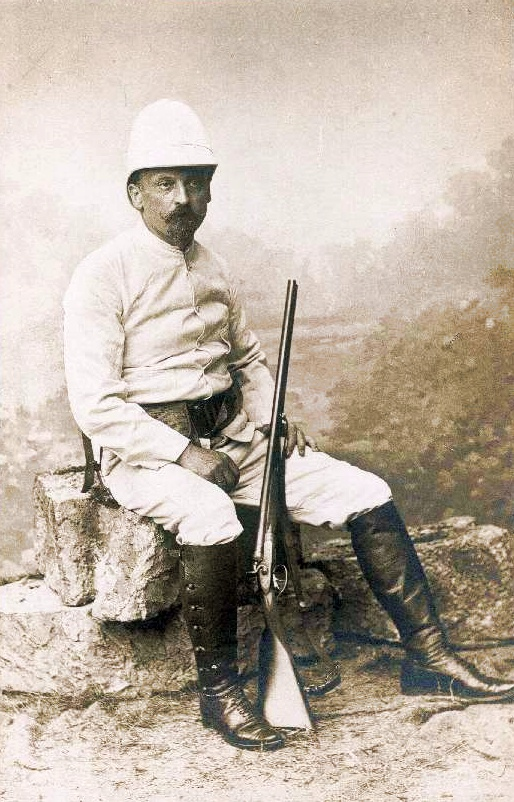
Portret Henryka Sienkiewicza w stroju safari

Wraz z Heleną Modrzejewską i grupą znajomych wybrał się w podróż do USA w lutym 1876. W owym czasie nie było to czymś powszednim. W swej korespondencji do gazety pisał o tym: „Człowiek, który wyjeżdża do Ameryki, jest jeszcze u nas rzadkością. Wyobrażam sobie nawet, że po powrocie, w powiecie łukowskim, z którym łączą mnie liczne stosunki, przynajmniej przez miesiąc będą mnie uważać za rodzaj powiatowego Ferdynanda Korteza.” Z tego okresu pochodzą Listy z podróży do Ameryki, drukowane w „Gazecie Polskiej”, zyskały szerokie uznanie czytelników. 8 września 1877 opublikował w dzienniku „Daily Evening Post” artykuł Poland and Russia, w którym zaatakował dwulicową politykę władz rosyjskich, które na Bałkanach występowały jako obrońca Słowian, w Królestwie Polskim natomiast gnębiły i prześladowały Polaków. Pisał też Szkice węglem (1876). Pod wpływem podróży do Stanów Zjednoczonych napisał kilka dalszych utworów: Komedia z pomyłek (1878), Przez stepy (1879), Za chlebem (1880), W krainie złota (1881), Latarnik (1881), Wspomnienie z Maripozy (1882), Sachem (1883).
W 1878 wrócił do Europy. Zatrzymał się w Londynie, następnie przez rok przebywał w Paryżu. Podczas pobytu we Francji Sienkiewicz poznał nowy prąd w literaturze – naturalizm. Pod pseudonimem „Litwos” wydał na łamach „Kurjera Warszawskiego” nowelę Janko Muzykant w 1879. W tym samym roku, w artykule Z Paryża, stwierdza: „Dla powieści naturalizm był w zasadzie znakomitym, niezbędnym i może jedynym krokiem naprzód”. Dwa lata później zmienił jednak zdanie i wypowiedział się o naturalizmie w tonie krytycznym. Wyrazem przekonań na temat naturalizmu i pisarstwa jako takiego były wydane drukiem odczyty: O naturalizmie w powieści (1881), O powieści historycznej (1889), Listy o Zoli (1893).
Korespondencje ze Stanów Zjednoczonych publikowane w prasie polskiej, zyskały szerokie uznanie i wzbudziły zainteresowanie jego osobą. Powodzenie pisarza świetnie odmalował Bolesław Prus w artykule Co p. Sienkiewicz wyrabia z piękniejszą połową Warszawy na łamach „Kuriera Warszawskiego” z 1880. „Już po powrocie z Ameryki, prawie każda z dam, przechodząc ulicą, posądzała prawie każdego wyższego i przystojnego mężczyznę o to, że jest Sienkiewiczem. (...) Nareszcie spotykając co krok fryzury à la Sienkiewicz, wiedząc, że młodzi panowie jeden po drugim zapuszczają Hiszpanki, starają się mieć posągowe rysy i śniadą cerę, postanowiłem poznać jego samego (...) Z mego kąta widzę, że sala prawie wyłącznie zapełniona jest przez płeć piękną. Kilku mężczyzn, którzy tam byli do robienia grzeczności damom albo pisania sprawozdań, tak już w ciżbie kobiet potracili poczucie własnej indywidualności, że mówili: byłam, czytałam, wypiłyśmy we dwie sześć butelek…”
W 1879 Sienkiewicz wygłosił we Lwowie odczyt pod tytułem Z Nowego Jorku do Kalifornii. W drodze powrotnej, w Szczawnicy także dał odczyt o swym pobycie w Ameryce. Po raz pierwszy spotkał tam swoją przyszłą żonę, Marię Szetkiewiczównę. Na wiadomość, że rodzina Szetkiewiczów wybiera się do Wenecji, ruszył za nimi i tam poznał Marię bliżej. W 1880 przedstawił w poznańskim hotelu Bazar nowelę Za chlebem, następnie w Warszawie wygłosił dwa odczyty o naturalizmie w literaturze. W latach 1879–1881 napisał utwór dramatyczny Na jedną kartę wystawiany w teatrach we Lwowie i Warszawie.

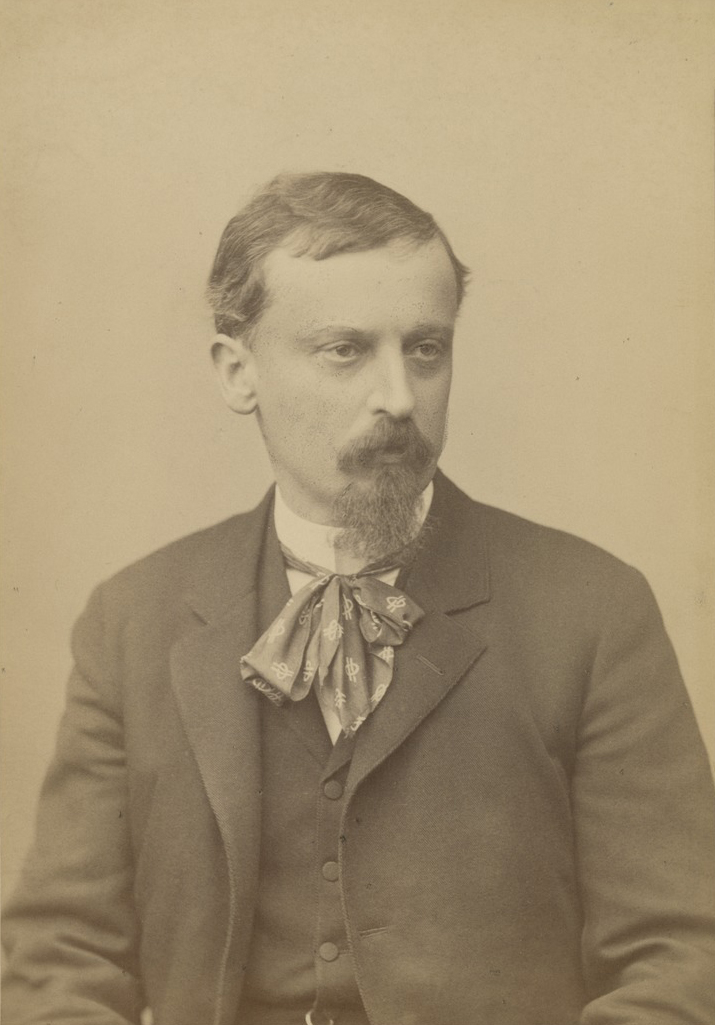
Portret Sienkiewicza, lata 80. XIX wieku

W 1882 Henryk Sienkiewicz nawiązał współpracę z dziennikiem „Słowo” (pismo o tendencjach konserwatywno-szlacheckich) i początkowo był nawet jego redaktorem naczelnym. Tam w miesiącach luty-marzec ukazała się w prasie kolejna nowela Bartek Zwycięzca.
W 1880 napisał utwór historyczny Niewola tatarska i pracował nad powieścią historyczną Ogniem i mieczem. W liście do redaktora krakowskiej gazety „Czas” Stanisława Smolki z 1 lutego 1884 pisał: „Co do powieści wielkiej, ta będzie nosiła prawdopodobnie tytuł Wilcze gniazdo. Rzecz dzieje się za Jana Kazimierza, w czasie insurekcji kozackiej.” Wspomniana w liście powieść Wilcze gniazdo ukazała się ostatecznie w odcinkach na łamach „Słowa” od 2 maja 1883 do 1 marca 1884 pod tytułem Ogniem i mieczem. Była jednocześnie drukowana w warszawskim „Słowie” i krakowskim „Czasie”.
Powieść ta (podobnie zresztą jak kolejne części Trylogii) przyniosła pisarzowi wielką popularność i spotkała się z nadzwyczajnym odbiorem społecznym. Wiele osób korespondencyjnie pytało o dalsze losy ulubionych bohaterów. Miasto Zbaraż w 1879 nazwało jedną z ulic imieniem Sienkiewicza, w 1884 Jacek Malczewski wystawił tak zwane żywe obrazy na podstawie Ogniem i mieczem, powstała sztuka teatralna oparta na powieści, a w 1900 mieszkańcy Zbaraża nie zgodzili się nawet na oddanie pod budowę placu kościelnego, twierdząc, że spoczywają tam szczątki Podbipięty. Powieść spotkała się też z krytyką. Wytykano jej zwłaszcza przeinaczenia historyczne.
Druga połowa lat osiemdziesiątych i początek lat dziewięćdziesiątych to dla pisarza okres bardzo wytężonej pracy nad kilkoma powieściami. Wkrótce autor rozpoczął pracę nad kolejną częścią Trylogii – Potopem; tytuł odnosił się do potopu szwedzkiego. Także ta powieść była drukowana w odcinkach w „Słowie” – (od 23 grudnia 1884 do 2 września 1886). Był to trudny okres w życiu pisarza, gdyż w tym czasie zmarła jego żona Maria Sienkiewiczowa. Mimo to, powieść szybko podbiła serca czytelników i utwierdziła jego literacką pozycję. Po śmierci żony pisarz udał się w podróż do Konstantynopola (przez Bukareszt i Warnę), z której pisał korespondencje. Po powrocie do Warszawy wydał trzecią część Trylogii – Pana Wołodyjowskiego. I ta powieść ukazała się w „Słowie” (od maja 1887 do maja 1888). Trylogia wyniosła Sienkiewicza na szczyty popularności i uczyniła z niego najpopularniejszego polskiego pisarza. Stefan Żeromski w swych Dziennikach napisał: „Sam widziałem w Sandomierskiem, jak wszyscy, tacy nawet, którzy nic nie czytują, dobijali się o Potop.” Jako wyraz uznania Sienkiewicz dostał od nieznanego wielbiciela podpisanego Michał Wołodyjowski bardzo pokaźną sumę 15 tysięcy rubli. Pieniądze te przeznaczył na fundusz imienia Marii Sienkiewiczowej dla artystów zagrożonych gruźlicą.
Po napisaniu trylogii Sienkiewicz napisał nowelę Ta trzecia (1888), z życia cyganerii. W 1888 odbył podróż do Hiszpanii. W 1890 włączył się w organizację roku Mickiewiczowskiego. W styczniu 1891 wyruszył w podróż do Afryki. Podróż ta zaowocowała Listami z Afryki. W 1891 ukazało się książkowe wydanie Bez dogmatu, które drukowane było wcześniej (od 1889 do 1890) na łamach „Słowa”. W 1892 Sienkiewicz podpisał umowę na powieść Rodzina Połanieckich (której książkowe wydanie ukazało się w 1895); w tym samym roku prasa donosiła, że pisarz przystąpił do prac nad powieścią z czasów krzyżackich, w 1893 rozpoczął przygotowania do powieści Quo vadis, a latem 1894 odczytał w Zakopanem fragmenty Krzyżaków. W październiku 1894 napisał powieść Rodzina Połanieckich.

9 maja 1893 został wybrany zagranicznym członkiem czynnym wydziału filologicznego Cesarskiej Akademii Umiejętności w Krakowie. W 1894 powstały pierwsze rozdziały Quo vadis, które ukazały się drukiem od marca 1895 w warszawskiej „Gazecie Polskiej”, krakowskim „Czasie” oraz „Dzienniku Poznańskim” (do lutego 1896). Wydanie książkowe pojawiło się niedługo później i zrobiło zawrotną karierę w całej Europie. Książka do dziś cieszy się wyjątkową popularnością, została przetłumaczona na 57 języków, w tym na arabski czy japoński, a także esperanto i opublikowana w ponad 70 państwach. Quo vadis wielokrotnie adaptowano i wystawiano na deskach teatrów, ukazała się nawet opera oparta na motywach powieści, a w 1913 zostało po raz pierwszy sfilmowane. Potem była ekranizowana jeszcze kilkakrotnie.

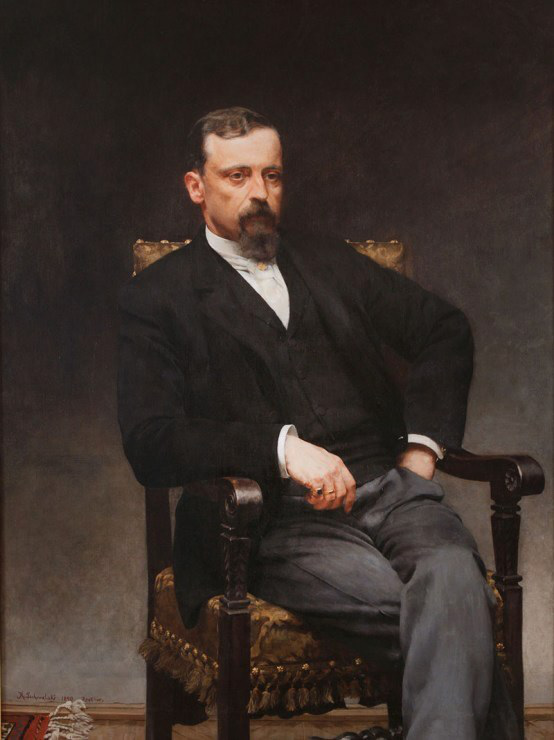
Kazimierz Pochwalski, Portret Henryka Sienkiewicza, 1890

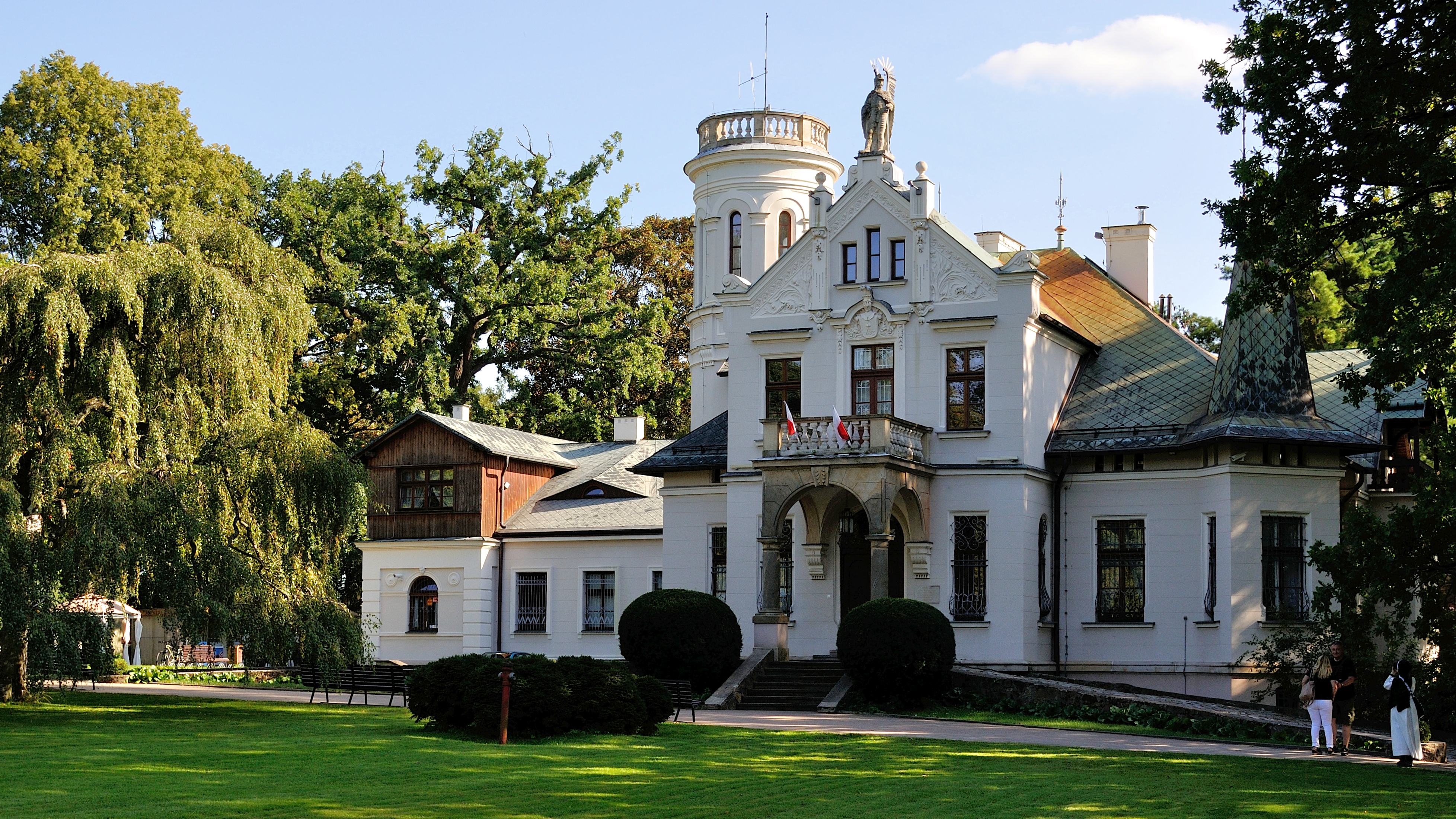
Dworek w Oblęgorku, dar narodu polskiego dla Henryka Sienkiewicza w 1900

Od 1896 pisarz rozpoczął prace nad nową powieścią Krzyżacy, którą ukończył po czterech latach w 1900. W tym też roku pisarz, przy zaangażowaniu całego społeczeństwa, obchodził jubileusz 25-lecia pracy twórczej i otrzymał od narodu majątek ziemski w Oblęgorku, gdzie utworzył ochronkę dla dzieci. Sienkiewicz angażował się w sprawy społeczne. 30 czerwca 1900 został wybrany zagranicznym członkiem Czeskiej Akademii Umiejętności. Napisał odezwę w sprawie strajku dzieci we Wrześni w 1901. W 1906 wzywał rodaków z USA do pomocy głodującym w Królestwie Polskim.
W 1905 otrzymał nagrodę Nobla za całokształt twórczości. W przemówieniu wygłaszanym z tej okazji Sienkiewicz mówił, że zaszczyt ten jest szczególnie cenny dla syna Polski. Głoszono ją umarłą, a oto jeden z tysięcznych dowodów, że żyje. Dodał też Głoszono ją podbitą, a oto nowy dowód, że umie zwyciężać. Napisał powieść Na polu chwały (1903–1909), która miała być początkiem nowej trylogii.
W „Kurierze Warszawskim” ukazała się w 1910 w odcinkach jego powieść dla młodzieży W pustyni i w puszczy.
Był jednym z założycieli Towarzystwa Polskiej Macierzy Szkolnej w 1905 oraz Towarzystwa Kursów Naukowych. Był członkiem Towarzystwa Tajnego Nauczania w Warszawie.
W 1905, odpowiadając na ankietę rozesłaną przez paryską gazetę „Le Courrier Européen”, napisał:
„Należy miłować ojczyznę nade wszystko i należy myśleć przede wszystkim o jej szczęściu. Ale jednocześnie pierwszym obowiązkiem prawdziwego patrioty jest czuwać nad tym, by idea jego Ojczyzny nie tylko nie stanęła w przeciwieństwie do szczęścia ludzkości, lecz by się stała jedną z jego podstaw. Tylko w tych warunkach istnienie i rozwój Ojczyzny staną się sprawą, na której całej ludzkości zależy. Innymi słowy, hasłem wszystkich patriotów powinno być: przez Ojczyznę do ludzkości, nie zaś: dla Ojczyzny przeciw ludzkości”.
W 1906 odrzucił propozycję kandydowania do Dumy Państwowej Imperium Rosyjskiego, został jednak przewodniczącym „centralnego” komitetu wyborczego, utworzonego przez przedstawicieli Narodowej Demokracji, Partii Polityki Realnej i Polskiej Partii Postępowej. W 1908 został skazany przez trybunał w Wiedniu na karę grzywny w związku ze swoją wypowiedzią o studentach ukraińskich wyrażoną w artykule prasowym na łamach dziennika „Die Zeit”.
Około 1910 figurował wówczas pod warszawskim adresem ulicy Hożej 22. Był zapalonym myśliwym, w listopadzie 1911 został ranny podczas polowania w majątku Pawłowice u Jana Brzezińskiego.
Po wybuchu wojny światowej Henryk Sienkiewicz wyjechał z rodziną do Szwajcarii, gdzie osiadł w Vevey. Początkowo zamieszkali w „Grand-Hôtel”-u, a następnie, od listopada 1915 r., w „Hôtel du Lac”, gdzie zajmowali apartament na pierwszym piętrze z widokiem na Jezioro Genewskie i Alpy. Wraz z Ignacym Janem Paderewskim był jednym ze współzałożycieli Szwajcarskiego Komitetu Generalnego Pomocy Ofiarom Wojny w Polsce. W 1916 otrzymał Nagrodę Fundacji Erazma i Anny Jerzmanowskich przyznaną przez Polską Akademię Umiejętności.
Członek Warszawskiego Towarzystwa Cyklistów, Towarzystwa Historycznego we Lwowie. Henryk Sienkiewicz był członkiem zagranicznym Czeskiej i Serbskiej Akademii Nauk i Sztuk.

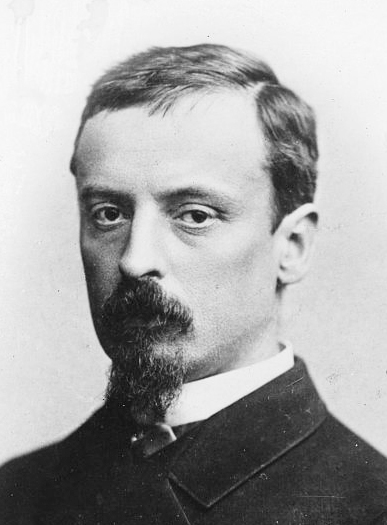
Portret Sienkiewicza, przed 15 listopada 1916

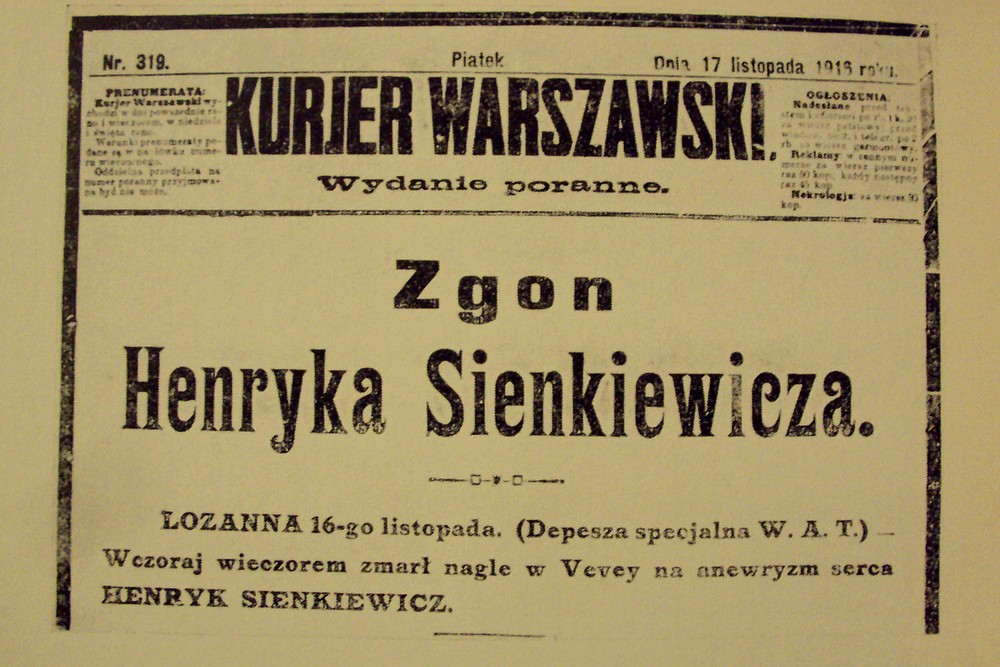
Kurier Warszawski informujący o śmierci Henryka Sienkiewicza

Sienkiewicz zmarł wieczorem 15 listopada 1916 na anewryzm serca w swoim apartamencie hotelowym w Vevey. Trumna z jego ciałem została wystawiona w miejscowym katolickim kościele Matki Bożej, tam też 22 listopada odbyły się uroczystości pogrzebowe. Został pochowany na miejscowym cmentarzu.
Na pogrzeb pisarza w katedrze wawelskiej nie zgodził się biskup krakowski Adam Sapieha. Dopiero w 1924, już w wolnej Polsce, prochy pisarza uroczyście sprowadzono do Polski. W drodze przez Szwajcarię, Austrię i Czechosłowację składano mu hołd. 27 października 1924 odbyła się uroczystość obok pomnika Adama Mickiewicza w Warszawie, gdzie przemówienie okolicznościowe wygłosił Stanisław Wojciechowski. Na koniec prochy złożono w specjalnie przygotowanej krypcie i sarkofagu według projektu Konstantego Jakimowicza, w podziemiach katedry św. Jana, tuż obok prezydenta Gabriela Narutowicza. W czasie trwania powstania warszawskiego w 1944 żołnierze niemieccy wysadzili katedrę, ale sarkofag ocalał. Uszkodzony został dopiero później – przez rodzimych szabrowników, którzy rozbili go w kilku miejscach. Po wojnie katedrę zrekonstruowano, a sarkofag odrestaurowano.
W 1935 w Oblęgorku został odnaleziony testament Henryka Sienkiewicza. 

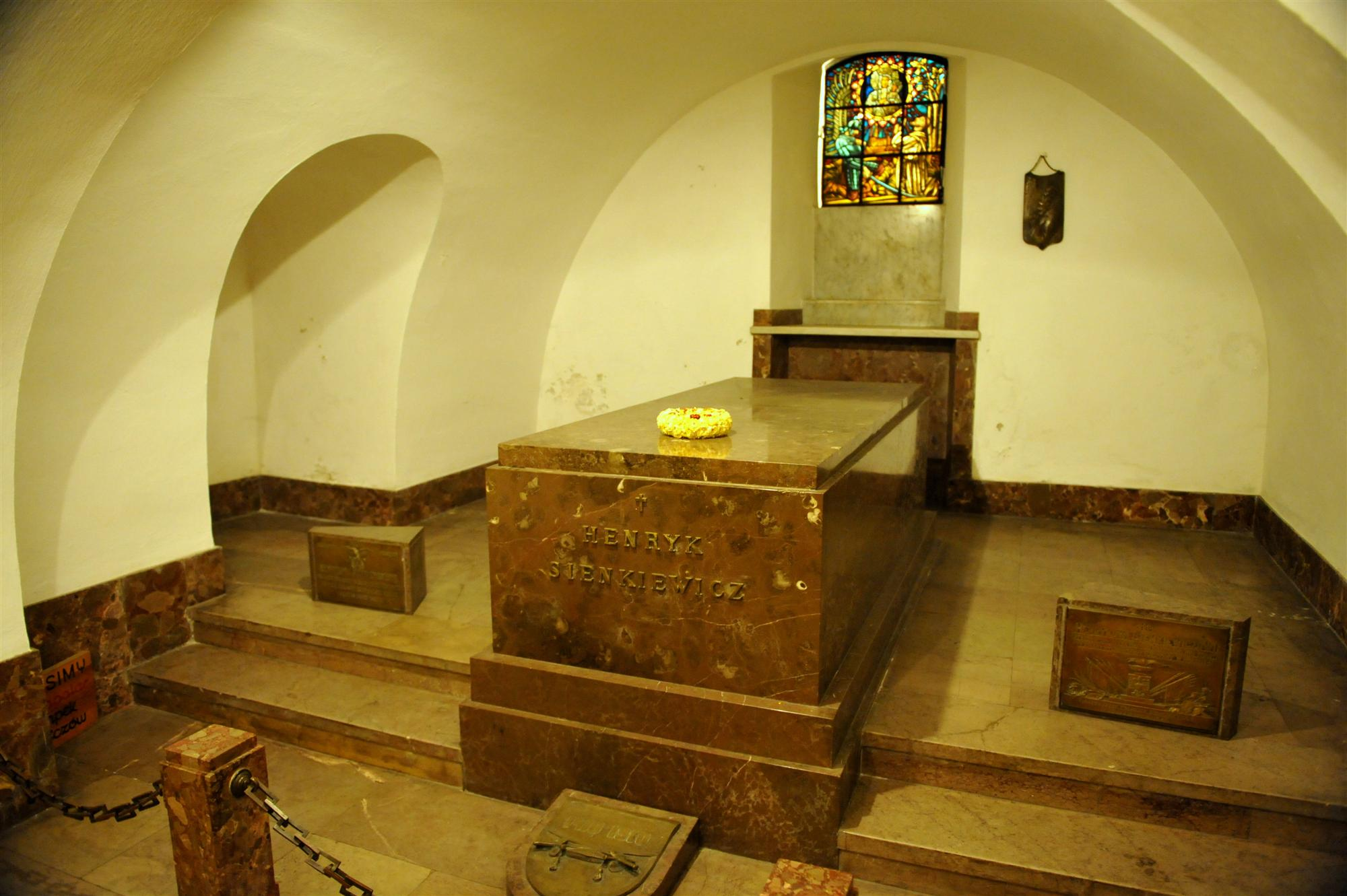
Sarkofag Henryka Sienkiewicza w krypcie bazyliki archikatedralnej św. Jana Chrzciciela w Warszawie

### Życie prywatne

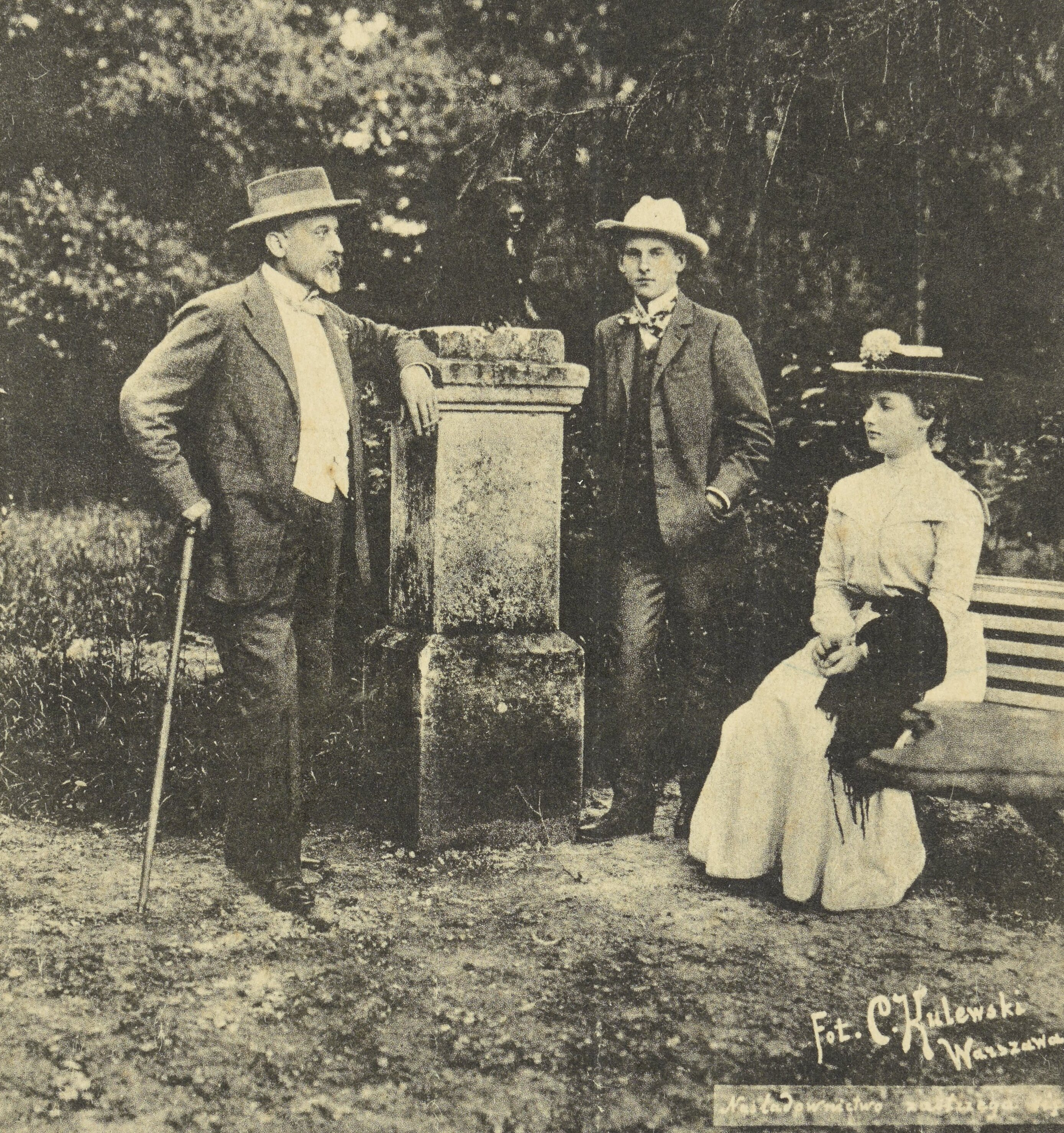
Sienkiewicz z dziećmi w Oblęgorku, około 1902

Henryk Sienkiewicz był trzykrotnie żonaty:
- z Marią Szetkiewicz (ślub 18 sierpnia 1881 w kościele Zgromadzenia Panien Kanoniczek przy placu Teatralnym). Małżeństwo nie trwało długo, gdyż 19 października 1885[29] w wieku 31 lat Maria zmarła na gruźlicę w uzdrowisku Falkenstein (obecnie dzielnica Königstein im Taunus). Została pochowana na cmentarzu Powązkowskim. Z małżeństwa tego urodziło się dwoje dzieci: syn Henryk Józef (1882–1959) i córka Jadwiga Korniłowiczowa (1883–1969).
- z Marią Wołodkowicz (ślub 11 listopada 1893 w Krakowie, zm. w sierpniu 1925[30]). Maria Romanowska była prawdopodobnie przybraną córką odeskiego bogacza Konstantego Wołodkowicza. W niedługim czasie po ślubie (miesiąc) panna młoda rozstała się z Henrykiem. Sienkiewicz w 1896 uzyskał papieskie potwierdzenie niezaistnienia sakramentu małżeństwa.
- z Marią Babską (ślub 5 maja 1904 w Warszawie), swoją cioteczną siostrzenicą[31][32][33].

Syn Henryka Sienkiewicza, Henryk Józef, z wykształcenia był architektem. Miał czworo dzieci: Jadwigę (1926–2020), Zuzannę Józefę (1927–2000), Marię (1930–2011) i Juliusza (1932–2021). Synem Juliusza, wnukiem Henryka Józefa, a prawnukiem Henryka jest były minister kultury Bartłomiej Sienkiewicz.
Córka Henryka Sienkiewicza, Jadwiga Korniłowiczowa, była tłumaczką literatury pięknej, m.in. Josepha Conrada i Thomasa Hardy’ego, zamężna z Tadeuszem Korniłowiczem (pułkownikiem Wojska Polskiego, ofiarą zbrodni katyńskiej). Jej córką, a wnuczką Henryka, była Maria Korniłowicz, psycholog, pisarka i tłumaczka.

## Twórczość

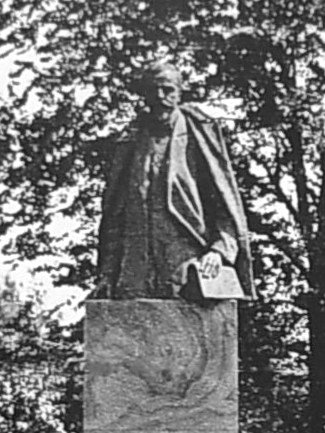
Pierwszy w Polsce pomnik Henryka Sienkiewicza w Bydgoszczy odsłonięty w 1927 w obecności prezydenta RP Ignacego Mościckiego, zburzony przez Niemców we wrześniu 1939, odbudowany po II wojnie światowej w innej formie

### Nowele
- 1872 Humoreski z teki Worszyłły[37]
- 1875 Stary sługa[38]
- 1876 Hania[39]
- 1877 Selim Mirza[40]
- 1877 Szkice węglem[41][42]
- 1878 Komedia z pomyłek
- 1879 Janko Muzykant[43]
- 1879 Przez stepy[44]
- 1880 Z pamiętnika poznańskiego nauczyciela[45]
- 1880 Niewola tatarska
- 1880 Za chlebem[46] – na jej podstawie powstało libretto do opery Konstantego Gorskiego
- 1880 Orso[47]
- 1881 W krainie złota
- 1881 Latarnik
- 1882 Bartek Zwycięzca
- 1882 Jamioł
- 1888 Ta trzecia
- 1889 Sachem
- 1889 Wspomnienie z Maripozy[48]
- 1892 Pójdźmy za Nim!
- 1897 Na jasnym brzegu[49]

### Powieści
- 1872 Na marne
- Trylogia:
  - Ogniem i mieczem (1884)
  - Potop (1886)[50][51][52][53][54][55]
  - Pan Wołodyjowski (1888)[56][57][58]
- 1891 Bez dogmatu[59]
- 1894 Rodzina Połanieckich
- 1896 Quo vadis[60]
- 1900 Krzyżacy[61]
- 1906 Na polu chwały[62]
- 1910 Wiry[63][64]
- 1911 W pustyni i w puszczy[65]
- 1914 Legiony

### Inne utwory
- 1880 Listy z podróży do Ameryki (reportaże)
- 1890 Listy z Afryki (reportaże)
- 1900 Zagłoba swatem (sztuka sceniczna)

## Odznaczenia i wyróżnienia
- Nagroda Nobla za rok 1905
- Tytuł członka honorowego Polskiego Towarzystwa Pedagogicznego we Lwowie (1900)[66].
- Tytuł doktora honoris causa Uniwersytetu Jagiellońskiego (1900).
- honorowe obywatelstwo Lwowa oraz Medal miasta Lwowa (30 czerwca 1902[67], dyplom wręczono 18 lutego 1904 w Krakowie)[68][69].
- Odznaka Honorowa za Dzieła Sztuki i Umiejętności – Austro-Węgry (9 lutego 1900)[70][71][14][13].
- Kawaler Legii Honorowej – III Republika Francuska (1904, przyznany przez prezydenta E.F. Loubeta)[72].

## Ekranizacje dzieł
- Quo Vadis? (1912) włoska ekranizacja, film niemy
- Krwawa dola (1912) na kanwie Szkiców węglem
- Obrona Częstochowy (1913) na kanwie Potopu
- Potop (1915) rosyjski film niemy
- Na jasnym brzegu (1921)
- Bartek zwycięzca (1923)
- Quo Vadis? (1924) włoski film niemy
- Janko Muzykant (1930)
- Quo vadis (1951)
- Szkice węglem (1956)
- Krzyżacy (1960)
- Ogniem i mieczem (Col ferro e col fuoco) (1962) francusko-jugosłowiańsko-włoska ekranizacja Ogniem i mieczem
- Komedia z pomyłek (1967)
- Pan Wołodyjowski (1968)
  - Przygody pana Michała (1969) serial telewizyjny na podstawie filmu
- W pustyni i w puszczy (1973)
  - W pustyni i w puszczy (1974) serial telewizyjny na podstawie filmu
- Potop (1974)
- Latarnik (1976)
- Rodzina Połanieckich (1978) serial telewizyjny
  - Marynia (1983) na podstawie serialu
- Hania (1984)
- Quo Vadis? (1985) włoski serial telewizyjny
- Ogniem i mieczem (1999)
  - Ogniem i mieczem (1999) serial telewizyjny na podstawie filmu
- W pustyni i w puszczy (2001)
  - W pustyni i w puszczy (2001) serial telewizyjny na podstawie filmu
- Quo vadis (2001)
  - Quo vadis (2002) serial telewizyjny na podstawie filmu

## Upamiętnienie

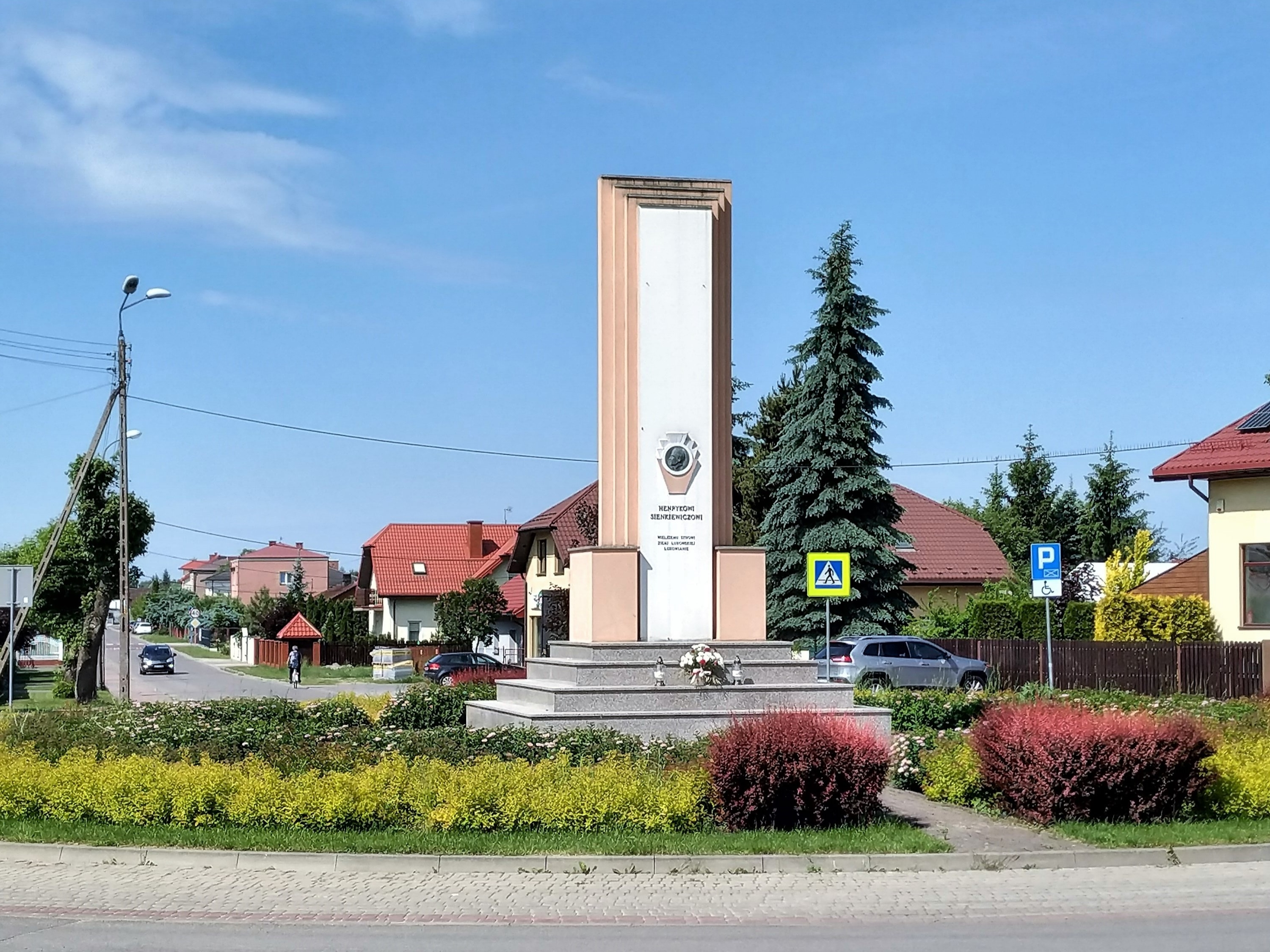
Obelisk z 1933 r., upamiętniający Henryka Sienkiewicza, na ulicy jego imienia w Łukowie

- Jeszcze za życia pisarza powstało Towarzystwo Przyjaciół Uczącej się Młodzieży im. Henryka Sienkiewicza we Lwowie[74].
- 12 września 1928 Poczta Polska, dla uczczenia pamięci Henryka Sienkiewicza, wprowadziła do obiegu znaczek z jego wizerunkiem o wartości 15 gr. (numer katalogowy 240). Znaczek wycofano 1 czerwca 1936[75]. Kolejny znaczek z wizerunkiem H. Sienkiewicza o wartości 45+15 gr. (numer katalogowy 640) Poczta Polska wprowadziła do obiegu 25 października 1952. Znaczek wycofano 30 listopada 1953[76].
- W latach 1932–1938 usypano Kopiec Henryka Sienkiewicza w Okrzei.
- 15 listopada 1959 r. na budynku „Hôtel du Lac” w Vevey, w którym mieszkał pisarz, zawisła tablica pamiątkowa ku jego czci, ufundowana przez Zbigniewa Poray-Łukaszyńskiego z USA. Jej autorem był zamieszkały we Francji emigracyjny rzeźbiarz Franciszek Black. Druga tablica, tego samego fundatora, zawisła w kościele Notre-Dame w Vevey. Jej autor (również F. Black) ozdobił ją polskim orłem oraz herbami nie tylko Warszawy, Krakowa i Poznania, ale także Wrocławia, Szczecina, Gdańska, Lwowa i Wilna[23].
- W 1977 wyemitowano z jego wizerunkiem polską monetę kolekcjonerską o nominale 100 zł. Moneta ta została wykonana ze srebra próby 625 w nakładzie 20 000 egzemplarzy, miała średnicę 32 mm i wagę 16,5 g, rant gładki[77].
- Wizerunek Sienkiewicza widniał na banknocie o nominale 500 000 zł, będącym w obiegu w latach 1990–1996[78].
- Zarówno uchwałą Senatu RP z 18 grudnia 2015[79], jak i uchwałą Sejmu RP z 22 grudnia 2015[80], rok 2016 został ustanowiony Rokiem Henryka Sienkiewicza.